# ایگل لیک (تگزاس)
ایگل لیک، تگزاس (به انگلیسی: Eagle Lake, Texas) یک شهر در ایالات متحده آمریکا با جمعیت ۳٬۶۶۴ نفر است که در تگزاس واقع شده‌است.

## موقعیت جغرافیایی
موقعیت جغرافیایی شهرها و مناطق اطراف به شرح زیر است:

## نگارخانه

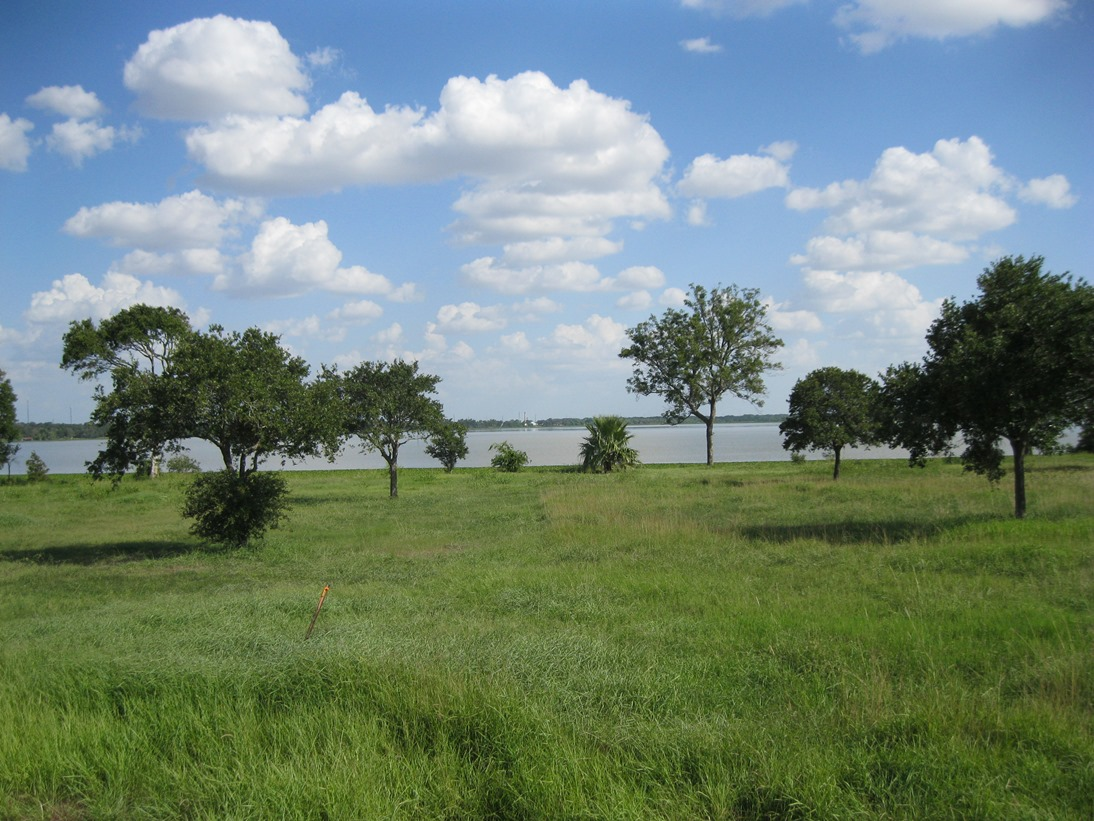
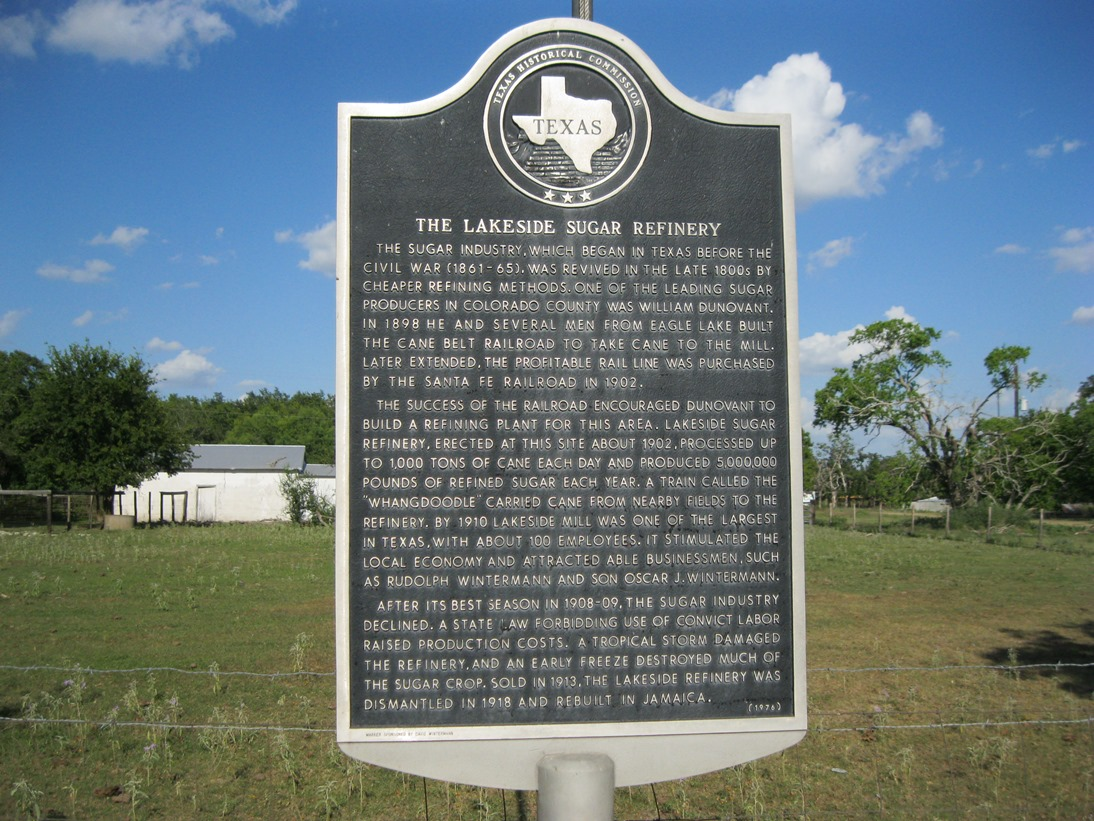
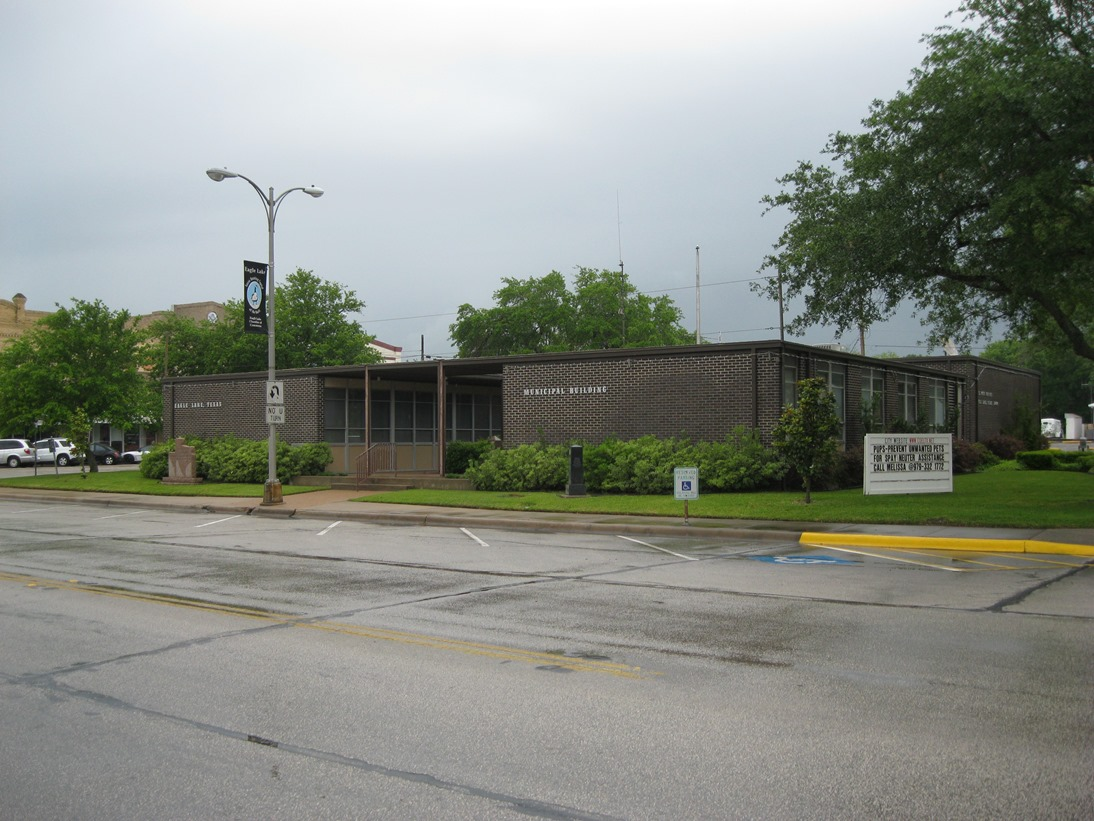